# Eschachthal (Weitnau)
Eschachthal (mundartlich: Eschachtal) ist ein Gemeindeteil der Marktgemeinde Weitnau im bayerisch-schwäbischen Landkreis Oberallgäu.

## Geographie
Die Einöde liegt circa sieben Kilometer nordöstlich des Hauptorts Weitnau im Eschachtal. Nördlich des Orts bildet die Eschach die Gemeindegrenze zur gleichnamigen Streusiedlung in der Gemeinde Buchenberg.

## Ortsname
Der Ortsname bezieht sich auf einen Flurnamen und bedeutet (Siedlung im) Tal der Eschach.

## Geschichte
Eschachthal bildet eine Einheit mit dem gleichnamigen Ort Eschachthal in der Gemeinde Buchenberg, weswegen die Geschichte der Ortschaften eng verflochten sind. Der Ort entstand vermutlich im 17. Jahrhundert als Glashütte der Stiftsstadt Kempten. Erstmals urkundlich erwähnt wurde der Ort im Jahr 1728. Mit dem Ende der Glaserzeugung im 19. Jahrhundert sank auch die Größe des Ortes. Die Einöde in der Gemeinde Wengen wurde erstmals 1875 erwähnt. Der Ort gehörte bis 1972 der Gemeinde Wengen an, die durch die bayerische Gebietsreform in der Gemeinde Weitnau aufging.